# Лёмбр
Лёмбр (фр. Lumbres) — коммуна во Франции, регион О-де-Франс, департамент Па-де-Кале, округ Сент-Омер, кантон Лёмбр. Расположена в 70 км к северо-западу от Арраса и в 35 км к юго-востоку от Кале, в 4 км от автомагистрали А26 «Англия», в месте слияния рек А и Блекен.
Население (2018) — 3 607 человек.

## История
Небольшой промышленный поселок, расположенный на перекрёстке исторически сложившихся торговых путей в долине рек А и Блекен. Люди жили в этом месте с древнейших времен, об этом свидетельствуют археологические раскопки. В XIX веке в Лёмбре были построены цементный завод и бумажная фабрика.
Из-за близости к транспортным коммуникациям и Куполу Эльфо Лёмбр подвергался мощным бомбардировкам авиацией союзников во время Второй мировой войны.

## Достопримечательности
- Шато Акамбронн (Château d'Acquembronne) XIV века
- Неоготическая церковь Сен-Сюльпис XVII века
- Старинная водяная мельница

## Экономика
Структура занятости населения:
- сельское хозяйство — 1,1 %
- промышленность — 23,7 %
- строительство — 8,3 %
- торговля, транспорт и сфера услуг — 35,6 %
- государственные и муниципальные службы — 31,3 %

Уровень безработицы (2017) — 16,5 % (Франция в целом — 13,4 %, департамент Па-де-Кале — 17,2 %). 

Среднегодовой доход на 1 человека, евро (2017) — 18 370 (Франция в целом — 21 110, департамент Па-де-Кале — 18 610).

## Демография
Динамика численности населения, чел.

## Администрация
Администрацию Лёмбра с 2008 года возглавляет член Социалистической партии Жоэль Дельрю (Joëlle Delrue). На муниципальных выборах 2020 года возглавляемый ею левый список одержал победу в 1-м туре, получив 52,04 % голосов.
| Период | Период | Фамилия          | Партия                                                              | Примечания                                                            |
| ------ | ------ | ---------------- | ------------------------------------------------------------------- | --------------------------------------------------------------------- |
| 1947   | 1981   | Бернар Шошуа     | Французская секция Рабочего интернационала, Социалистическая партия | учитель, президент Генерального совета департамента                   |
| 1981   | 1989   | Жан-Клод Кенон   | Социалистическая партия                                             | директор школы, член Генерального совета департамента                 |
| 1989   | 2001   | Жан-Клод Леруа   | Социалистическая партия                                             | парламентский атташе, вице-президент Генерального совета департамента |
| 2001   | 2008   | Жан-Пьер Декобер | Социалистическая партия                                             | предприниматель                                                       |
| 2008   |        | Жоэль Дельрю     | Социалистическая партия                                             |                                                                       |

## Галерея

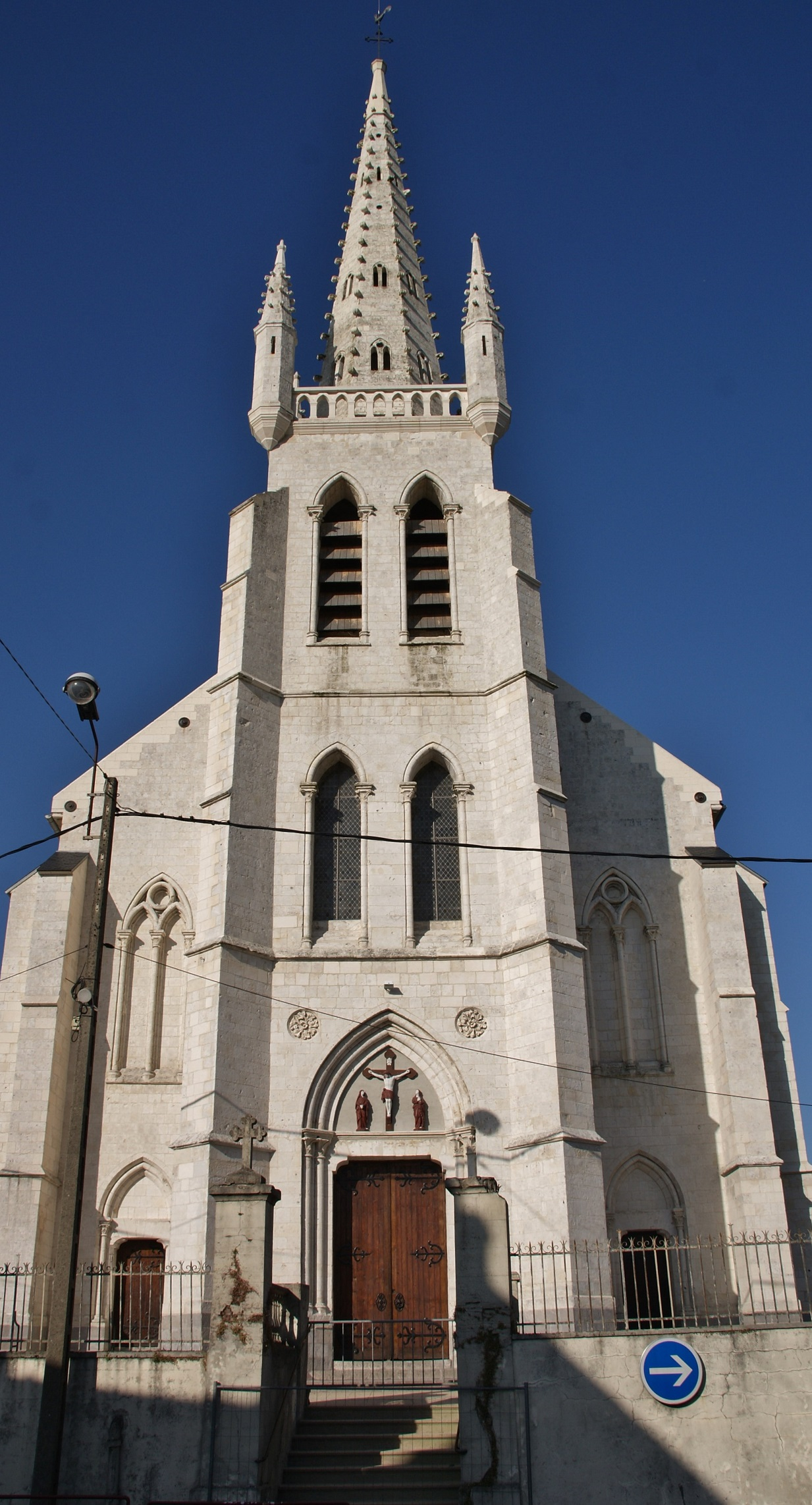
Церковь Сен-Сюльпис

1. 1 2  база данных о французских коммунах — Национальный географический институт Франции, 2015.